# Pachnoda prasina
Pachnoda prasina är en skalbaggsart som beskrevs av Karsch 1881. Pachnoda prasina ingår i släktet Pachnoda och familjen Cetoniidae. Inga underarter finns listade i Catalogue of Life.